# L'amour est bleu
"L'amour est bleu" is een lied van de Griekse zangeres Vicky Leandros uit 1967, welk een jaar later door het orkest van de Franse dirigent Paul Mauriat een hit werd onder de naam "Love is Blue".

## Achtergrond
"L'amour est bleu" werd gecomponeerd door André Popp met Franse tekst van Pierre Cour. Het beschrijft de liefde in termen van kleuren (blauw en grijs) en elementen (water en wind). De tekst van de Engelse versie ("Blue, blue, my world is blue …") richt zich uitsluitend op kleuren (blauw, grijs, rood, groen en zwart), en gebruikt deze om componenten van verloren liefde te beschrijven.
Het Luxemburgse Eurovisiecomité selecteerde in 1967 "L'amour est bleu" als de bijdrage van het land, met de toen nog onbekende 17-jarige Vicky Leandros als zangeres.
Naast de originele versie in het Frans nam ze het lied ook op in het Engels ("Colours of Love", met tekst van Bryan Blackburn), Duits ("Blau wie das Meer", met tekst van Klaus Munro), Italiaans ("L'amore è blu") en Nederlands ("Liefde is zacht"). De single werd in verschillende talen in 19 landen uitgebracht.
Het Eurovisiesongfestival vond plaats op 8 april 1967 in Wenen met zeventien deelnemende landen. Leandros zong "L'amour est bleu" als tweede nummer van de avond. Claude Denjean dirigeerde het live-orkest van het evenement bij de uitvoering van de inzending. Met deze inzending eindigde Luxemburg op de vierde plek.  Sandie Shaw won dat jaar met "Puppet on a String". Vijf jaar later won Vicky Leandros het Eurovisiesongfestival met het nummer "Après toi", wederom als inzending namens Luxemburg.
"L'amour est bleu" werd bekender door verschillende covers door andere artiesten. Ongeveer veertig jaar na de oorspronkelijke release geldt "L'amour est bleu", samen met Domenico Modugno's "Nel blu dipinto di blu" en Mocedades' "Eres tú", nog steeds als een van de weinige niet-winnende Eurovisie-inzendingen die ooit een wereldhit zijn geworden. 

## Versie van Paul Mariat
In januari 1968 bracht Philips een instrumentale easy listeningversie uit, waarbij het orkest gedirigeerd werd door Paul Mauriat. Hoewel Mauriat zelf Frans was, besloot het platenlabel het instrumentale nummer de Engelstalige titel "Love is Blue" mee te geven, om zo meer kans op succes op de Amerikaanse en Britse markt te krijgen.
Het nummer stond begin 1968 vijf weken op de eerste plek van de Billboard Hot 100. Mauriat was daarmee de eerste Franse artiest die bovenaan de Amerikaanse hitlijst wist te komen (en tot 2017, toen The Weeknd feat.Daft Punk met "Starboy" op 1 stond, was het ook de enige Franse artiest met een nummer 1-hit). Deze opname behaalde de eerste plek in Australië, tweede plek in de Canadese hitlijst en plek 12 in het Verenigd Koninkrijk. 

### NPO Radio 2 Top 2000
| Nummer met noteringen in de NPO Radio 2 Top 2000 | '99  | '00  | '01  |
| ------------------------------------------------ | ---- | ---- | ---- |
| Love Is Blue                                     | 1497 | 1722 | 1960 |

1. ↑  Een vetgedrukt getal geeft de hoogste notering aan.
2. ↑  Deze tabel is bijgewerkt tot en met de laatste editie (2024).

## Andere coverversies
Drie andere opnames van het nummer bereikten tegelijkertijd in 1968 de Billboard Hot 100, samen met de versie van Paul Mauriat. Al Martino (plaats 57), Claudine Longet (#71) en Manny Kellem (#100) waren beduidend minder succesvol dan Mauriat.
Jeff Beck nam in 1968 een rockversie op en deze bereikte nummer 20 in Ierland en nummer 23 in de Britse hitlijst.